# Pritzkerjeva nagrada
Pritzkerjeva nagrada za arhitekturo je mednarodna nagrada, ki se vsako leto podeljuje »v čast živečemu arhitektu ali arhitektom, katerih gradbena dela izkazujejo kombinacijo teh lastnosti talenta, vizije in predanosti, ki je ustvarila dosledne in pomembne prispevke človeštvu in grajenemu okolju skozi umetnost arhitekture«. Nagrado sta leta 1979 ustanovila Jay A. Pritzker in njegova žena Cindy, nagrado pa financira Družina Pritzker in sponzorirana s strani fundacije Hyatt. Velja za eno najpomembnejših svetovnih nagrad za arhitekturo in jo pogosto imenujejo tudi Nobelova nagrada za arhitekturo.

## Kriteriji in postopki
Žirija Pritzkerjeve nagrade za arhitekturo pravi, da se podeljuje »ne glede na narodnost, raso, veroizpoved ali ideologijo«. Prejemniki prejmejo 100.000 ameriških dolarjev, potrdilo o citiranju in od leta 1987 bronasti medaljon. Oblike na medalji so navdihnjene z delom arhitekta Louisa Sullivana, medtem ko latinski napis na hrbtni strani medaljona — firmitas, utilitas, venustas (trdnost, blago in užitek) — izvira iz starorimskega arhitekta Vitruvija. Pred letom 1987 je denarno nagrado spremljala omejena izdaja skulpture Henryja Moora.
Izvršna direktorica nagrade Manuela Lucá-Dazio zbira nominacije od številnih ljudi, vključno s preteklimi nagrajenci, akademiki, kritiki in drugimi »s strokovnim znanjem in zanimanjem za področje arhitekture«. Vsak pooblaščeni arhitekt se lahko vsako leto pred 1. novembrom osebno prijavi za nagrado. (Leta 1988 se je Gordon Bunshaft nominiral za nagrado in jo nazadnje tudi dobil.) Žirija, sestavljena iz petih do devetih »strokovnjakov ... priznanih strokovnjakov na svojih področjih arhitekture, poslovanja, izobraževanja, založništva in kulture«, odloča in v začetku naslednjega leta razglasi zmagovalca. Predsedujoči je Pritzkerjev nagrajenec 2016 Alejandro Aravena; prejšnji predsedniki so bili J. Carter Brown (1979–2002), lord Rothschild (2003–2004), lord Palumbo (2005–2015), Glenn Murcutt (2016–2018) in Stephen Breyer (2019–2020).

## Laureati
Inavguracijski zmagovalec Philip Johnson je bil naveden »za 50 let domišljije in vitalnosti, utelešene v neštetih muzejih, gledališčih, knjižnicah, hišah, vrtovih in korporativnih strukturah«. Nagrajenka leta 2004 Zaha Hadid je bila prva ženska dobitnica nagrade. Rjue Nishizava je postal najmlajši zmagovalec leta 2010 pri 44 letih. Partnerji v arhitekturi (leta 2001 Jacques Herzog in Pierre de Meuron, leta 2010 Kazujo Sedžima in Rjue Nishizava, leta 2020 Yvonne Farrell in Shelley McNamara ter leta 2021 Anne Lacaton in Jean-Philippe Vassal) so si razdelili nagrado. Leta 1988 sta bila Gordon Bunshaft in Oscar Niemeyer ločeno nagrajena z nagrado. Zmagovalci leta 2017, arhitekti Rafael Aranda, Carme Pigem in Ramón Vilalta je bila prva skupina treh, ki si je razdelila nagrado.

## Seznam nagrajencev
Nagrajenci so razvrščeni po letih.
| leto | Laureat                                     | Narodnost                   | Slika                                 | Primer dela (zaključeno leto) | Primer dela (zaključeno leto)                                         | Lokacija podelitve                                                               | Ref.          |
| ---- | ------------------------------------------- | --------------------------- | ------------------------------------- | ----------------------------- | --------------------------------------------------------------------- | -------------------------------------------------------------------------------- | ------------- |
| 1979 | Philip Johnson                              | ZDA                         |                                       |                               | Glass House (1949)                                                    | Dumbarton Oaks, Washington D. C.                                                 | [ 13 ]        |
| 1980 | Luis Barragán                               | Mehika                      |                                       |                               | Cuadra San Cristóbal (1968)                                           | Dumbarton Oaks, Washington D. C.                                                 | [ 3 ]         |
| 1981 | James Stirling                              | Združeno kraljestvo         |                                       |                               | Seeley Historical Library (1968)                                      | National Building Museum, Washington D. C.                                       | [ 14 ]        |
| 1982 | Kevin Roche                                 | Irska ZDA                   |                                       |                               | Ford Foundation Building (1967)                                       | Art Institute of Chicago                                                         | [A]           |
| 1983 | I. M. Pei                                   | ZDA                         |                                       |                               | National Gallery of Art, East Building (1978)                         | Metropolitanski muzej umetnosti, New York                                        | [B]           |
| 1984 | Richard Meier                               | ZDA                         |                                       |                               | High Museum of Art (1983)                                             | National Gallery of Art, Washington D. C.                                        | [ 1 ]         |
| 1985 | Hans Hollein                                | Avstrija                    | Hans Hollein, Architect, Designer.jpg |                               | Abteiberg Museum (1982)                                               | The Huntington Library, San Marino, Kalifornija                                  | [ 1 ]         |
| 1986 | Gottfried Böhm                              | Nemčija (zahodna Nemčija)   |                                       |                               | Church of the Pilgrimage (1968)                                       | Worshipful Company of Goldsmiths, London                                         | [ 1 ]         |
| 1987 | Kenzō Tange                                 | Japonska                    |                                       |                               | St. Mary's Cathedral, Tokijo (1964)                                   | Kimbell Art Museum, Fort Worth, Texas                                            | [ 16 ]        |
| 1988 | Gordon Bunshaft (deljena nagrada)           | ZDA                         |                                       |                               | Beinecke Rare Book and Manuscript Library (1963)                      | Art Institute of Chicago                                                         | [ 1 ] [ 17 ]  |
| 1988 | Oscar Niemeyer (deljena nagrada)            | Brazilija                   |                                       |                               | Stolnica v Brasilii (1958)                                            | Art Institute of Chicago                                                         | [ 1 ] [ 17 ]  |
| 1989 | Frank Gehry                                 | Kanada ZDA                  |                                       |                               | Gehry Residence (1978)                                                | Todai-dži, Nara, Japonska                                                        | [C]           |
| 1990 | Aldo Rossi                                  | Italija                     |                                       |                               | San Cataldo Cemetery (1978)                                           | Palazzo Grassi, Benetke                                                          | [ 19 ]        |
| 1991 | Robert Venturi                              | ZDA                         |                                       |                               | Narodna galerija, London, trakt Sainsbury (1991)                      | Iturbidova palača, Ciudad de Mexico                                              | [ 20 ]        |
| 1992 | Álvaro Siza Vieira                          | Portugalska                 |                                       |                               | Plimni bazeni Leça de Palmeira (1966)                                 | Harold Washington Library, Chicago                                               | [ 21 ]        |
| 1993 | Fumihiko Maki                               | Japonska                    |                                       |                               | Tokijska metropolitanska gimnazija (1991)                             | Praški grad                                                                      | [ 16 ]        |
| 1994 | Christian de Portzamparc                    | Francija                    |                                       |                               | City of Music (1995)                                                  | The Commons, Columbus, Indiana                                                   | [ 22 ]        |
| 1995 | Tadao Ando                                  | Japonska                    |                                       |                               | Church of the Light (1989)                                            | Petit Trianon, Versajska palača                                                  | [ 23 ]        |
| 1996 | Rafael Moneo                                | Španija                     |                                       |                               | National Museum of Roman Art (1986)                                   | Getty Center, Los Angeles                                                        | [ 24 ]        |
| 1997 | Sverre Fehn                                 | Norveška                    |                                       |                               | Norveški ledeniški muzej (1991)                                       | Guggenheimov muzej, Bilbao                                                       | [ 25 ]        |
| 1998 | Renzo Piano                                 | Italija                     |                                       |                               | Mednarodno letališče Kansai (1994)                                    | White House, Washington D. C.                                                    | [ 26 ]        |
| 1999 | Norman Foster                               | Združeno kraljestvo         |                                       |                               | HSBC Building (Hong Kong) (1985)                                      | Altes Museum, Berlin                                                             | [ 15 ]        |
| 2000 | Rem Koolhaas                                | Nizozemska                  |                                       |                               | Kunsthal (1992)                                                       | Jerusalem Archaeological Park                                                    | [ 27 ]        |
| 2001 | Jacques Herzog & Pierre de Meuron           | Švica                       |                                       |                               | Tate Modern (2000)                                                    | Monticello, Charlottesville, Virginia                                            | [ 28 ]        |
| 2002 | Glenn Murcutt                               | Avstralija                  |                                       |                               | Berowra Waters Inn (1983)                                             | Kapitolski grič, Rim                                                             | [ 29 ]        |
| 2003 | Jørn Utzon                                  | Danska                      |                                       |                               | Sydneyjska opera (1973)                                               | Royal Academy of Fine Arts of San Fernando, Madrid                               | [ 30 ]        |
| 2004 | Zaha Hadid                                  | Irak Združeno kraljestvo    |                                       |                               | Skakalnica Bergisel (2003)                                            | Ermitaž, Sankt Peterburg                                                         | [D]           |
| 2005 | Thom Mayne                                  | ZDA                         |                                       |                               | Caltrans District 7 Headquarters (2004)                               | Pritzker Pavilion, Chicago                                                       | [ 31 ]        |
| 2006 | Paulo Mendes da Rocha                       | Brazilija                   |                                       |                               | Saint Peter Chapel, Campos do Jordão, São Paulo (1987)                | Palača Dolmabahçe, Carigrad                                                      | [ 32 ]        |
| 2007 | Richard Rogers                              | Italija Združeno kraljestvo |                                       |                               | Lloyd's building (1986)                                               | Banqueting House, Whitehall, London                                              | [E]           |
| 2008 | Jean Nouvel                                 | Francija                    |                                       |                               | Torre Agbar (2005)                                                    | Library of Congress, Washington D. C.                                            | [ 15 ] [ 34 ] |
| 2009 | Peter Zumthor                               | Švica                       |                                       |                               | Therme Vals (1996)                                                    | Palacio de la Legislatura de la Ciudad de Buenos Aires                           | [ 15 ] [ 35 ] |
| 2010 | Kazuyo Sejima in Ryue Nishizawa             | Japonska                    |                                       |                               | Muzej sodobne umetnosti 21. stoletja, Kanazava (2003)                 | Ellis Island, New York                                                           | [ 36 ]        |
| 2011 | Eduardo Souto de Moura                      | Portugalska                 |                                       |                               | Mestni stadion Braga (2004)                                           | Andrew W. Mellon Auditorium, Washington D. C.                                    | [ 37 ]        |
| 2012 | Wang Shu                                    | LR Kitajska                 |                                       |                               | Ningbo Museum (2008)                                                  | Velika dvorana ljudstva, Peking                                                  | [ 38 ]        |
| 2013 | Toyo Ito                                    | Japonska                    |                                       |                               | Sendai Mediatheque (2001)                                             | John F. Kennedy Presidential Library and Museum, Boston                          | [ 39 ]        |
| 2014 | Shigeru Ban                                 | Japan                       |                                       |                               | Centre Pompidou-Metz (2010)                                           | Rijksmuseum, Amsterdam                                                           | [ 40 ]        |
| 2015 | Frei Otto                                   | Nemčija                     |                                       |                               | Olimpijski stadion, München (1972)                                    | New World Center, Miami                                                          | [†]           |
| 2016 | Alejandro Aravena                           | Čile                        |                                       |                               | Siamese Towers, Papeška katoliška univerza v Čilu (2005)              | United Nations Headquarters, New York City                                       | [ 43 ] [ 44 ] |
| 2017 | Rafael Aranda, Carme Pigem in Ramon Vilalta | Španija                     | –                                     |                               | Sant Antoni Library, Barcelona (2008)                                 | Akasaka Palace, Tokijo                                                           | [ 45 ]        |
| 2018 | B. V. Doshi                                 | Indija                      |                                       |                               | Indian Institute of Management Bangalore (1977–1992, multiple phases) | Aga Khan Museum, Toronto                                                         | [ 46 ] [ 47 ] |
| 2019 | Arata Isozaki                               | Japonska                    |                                       |                               | Art Tower Mito (1990)                                                 | Versajska palača                                                                 | [ 48 ]        |
| 2020 | Yvonne Farrell in Shelley McNamara          | Irska                       |                                       |                               | The Grafton Building of Bocconi University (2007)                     | Online                                                                           | [G]           |
| 2021 | Anne Lacaton in Jean-Philippe Vassal        | Francija                    |                                       |                               | National School of Architecture, Nantes (2009)                        | Online                                                                           | [G]           |
| 2022 | Diébédo Francis Kéré                        | Burkina Faso Nemčija        |                                       |                               | Centre for Earth Architecture, Mopti, Mali (2010)                     | London School of Economics and Political Science (LSE) Marshall Building, London | [H]           |
| 2023 | David Chipperfield                          | Združeno kraljestvo         |                                       |                               | Neues Museum, Berlin (1997–2009)                                      | Atenska agora                                                                    | [ 56 ]        |
| 2024 | Riken Yamamoto                              | Japonska                    |                                       |                               | Yokosuka Museum of Art, Kanagava, Japonska (2007)                     | Art Institute of Chicago                                                         | [I]           |
| 2025 | Liu Jiakun                                  | LR Kitajska                 |                                       |                               | West Village, Čengdu, Kitajska (2015)                                 | Louvre Abu Dhabi                                                                 | [ 57 ]        |

## Kritika
Leta 2013 je študentska organizacija Women in Design na Harvard Graduate School of Design sprožila peticijo, v kateri trdi, da bi morala Denise Scott Brown prejeti skupno priznanje s svojim partnerjem Robertom Venturijem, ki je nagrado dobil leta 1991. Peticija je po poročanju The New York Timesa »ponovno podžgala dolgo tleče napetosti v arhitekturnem svetu glede tega, ali se ženskam dosledno odreka položaj, ki si ga zaslužijo na področju, katerega najprestižnejša nagrada je bila podeljena ženskam šele leta 2004, ko je zmagala Zaha Hadid«. Scott Brown je za CNN povedala, da se je »kot ženska v svoji karieri počutila izključeno s strani arhitekturne elite« in da je »Pritzkerjeva nagrada temeljila na zmoti, da je velika arhitektura delo 'enotnega moškega genija' na račun skupnega dela«. V odgovoru na peticijo je žirija za nagrado leta 2013 dejala, da ne more ponovno preučiti odločitev preteklih žirij, bodisi v primeru Scotta Browna ali Lu Wenyuja, katerega mož Wang Shu je zmagal leta 2012. Pritzkerjeva žirija 2020 je ob podelitvi nagrade Yvonne Farrell in Shelley McNamara – s čimer sta postali četrta in peta ženska, ki sta kdaj koli prejeli nagrado – zapisala, da sta bili »pionirki na področju, ki je tradicionalno bil in je še vedno poklic, v katerem prevladujejo moški [in] svetilniki drugim, ko kujeta svojo zgledno poklicno pot.« 